# トライアングル (海運)
トライアングルは、神奈川県横須賀市の海運会社。主な事業は旅客航路事業と海上支援（各種船舶運航、海難救助、海上での建設業務の補助など）。
海難救助や海上での建設業務の補助などを行っていたが、1995年7月に猿島航路の運航業務を開始。以来旅客輸送及び関連する観光業（海水浴場の管理、売店の経営など）を営むようになった。現在は元来の海上支援と観光業の事業を展開している。

## 航路
- 猿島航路

横須賀港三笠桟橋 - 猿島 3月～11月は毎日運航、12月～2月は土日祝日のみ運航。
- YOKOSUKA 軍港めぐり

横須賀港汐入桟橋から港内を一周。年中無休で毎日4便の運航。
- 浦賀の渡船

横須賀市浦賀地区の湾で分断された東西岸地区を結ぶ渡し船。

## 船舶
Zeroおよび7・8は新造船、他は他社から購入した中古船である。

### 就航中の船舶
- シーフレンド1

1995年就航、19総トン、17.38m、全幅6.00m、喫水0.80m、旅客定員（平水）152名（沿海）50名
- シーフレンド3

2007年就航、強力造船建造、元・名鉄海上観光船｢アルカンシェル｣
19総トン、全長16.50m、全幅4.20m、喫水0.70m、旅客定員（平水）81名
- シーフレンドZero

2014年就航、19総トン、全長19.83m、全幅7.10m、喫水0.80m、旅客定員（平水）204名（沿海）94名
- シーフレンド7

2016年4月22日就航、77総トン、全長26.20m、全幅7.00m、喫水0.75m、旅客定員（平水）250名
- シーフレンド8

2019年11月就航、82総トン、全長24.37m、全幅8.40m、喫水1.35m、旅客定員（平水）280名

### 過去の船舶
- しーふれんど2

1992年竣工、1995年就航、19総トン、全長17.40m全幅6.40m、機関出力838kW、旅客定員150名
- シーフレンド5

全長24.60m、航海速力12ノット、旅客定員180名
- 「シーフレンドZero」
（2021年10月）
- 「シーフレンド7」
（2021年10月）
- 「シーフレンド8」
（2021年10月）
- 「シーフレンド5」

## 事故・インシデント
- 1998年5月4日13時25分ごろ、猿島航路に就航していた「しーふれんど2」が三笠公園桟橋に着岸する際に、船首から桟橋に衝突、乗客17名が負傷した。事故原因は定員一杯の乗客を乗せた状態で、着桟時の減速措置が不十分だったため、とされた[1]。